# Gebr. Mann Verlag
De Gebr. Mann Verlag (Nederlands: Gebroeders Mann Uitgeverij) is een in Berlijn gevestigde uitgever van wetenschappelijke boeken die gespecialiseerd is op het gebied van kunstgeschiedenis, architectuurgeschiedenis en archeologie.

## Geschiedenis
In 1890 werd door de broers Albert Mann en Adolf Mann in Dresden de Gebr. Mann Verlag opgericht als drukkerij met aangesloten uitgeverij. In 1917 verwierf Hermann Hartmann het bedrijf, in 1919 werd zijn oudste zoon Kurt Hartmann vennoot. In 1920 verhuisde de uitgeverij naar Berlijn. In 1924 werd ook de jongste zoon van Hermann Hartmann, Otto Hartmann, vennoot. Onder leiding van Kurt Hartmann werd Gebr. Mann Verlag al snel een gerespecteerde gespecialiseerde uitgeverij voor kunstgeschiedenis en archeologie. In 1963 werd Heinz Peters directeur.
In 1964 richtte Gebr. Mann Verlag samen met de Duitse Vereniging voor Kunstgeschiedenis een dochteronderneming op: de Duitse Uitgeverij voor Kunstgeschiedenis. In 1976 kocht Axel Springer AG Gebr. Mann Verlag en een twintigtal andere uitgevers van kunstgeschiedenis, waaronder Dietrich Reimer Verlag. De twee bedrijven werden samengevoegd onder de naam Dietrich Reimer Verlag GmbH.
De uitgever heeft de afgelopen tijd samengewerkt met tal van wetenschappelijke instellingen, academies en universiteiten. In de Gebr. Mann Verlag geeft onder meer de jaarboeken en andere series van de Pruisische Stichting voor Cultureel Erfgoed uit, maar er worden ook uitgebreide corpus- en cataloguswerken uitgegeven. Sinds 2006 heeft Hans-Robert Cram de leiding over het bedrijf.

## Links
- Website van de uitgever